# Magic Kingdom
Koordinaten: 28° 25′ 9″ N, 81° 34′ 52″ W
Magic Kingdom ist ein Themenpark im Walt Disney World Resort in Lake Buena Vista im US-Bundesstaat Florida, etwa 30 Kilometer südwestlich von Orlando. Eigentümer und Betreiber ist die Walt Disney Company, bzw. ihre Division Disney Parks, Experiences and Products. Eröffnet wurde der Park am 1. Oktober 1971. Entworfen und gebaut wurde er durch WED Enterprises (welches heute „Walt Disney Imagineering“ heißt). Der Themenpark und die Attraktionen sind denjenigen des Disneyland in Anaheim, Kalifornien, welches 1955 eröffnet wurde, nachempfunden worden. Mit knapp 17,133 Millionen Besuchern war der Park im Jahr 2022 der meistbesuchte Freizeitpark weltweit.

## Geschichte

### Konstruktion
Die Walt Disney Company begann den Bau des Magic Kingdom gleichzeitig mit dem Bau des Walt Disney World Resorts im Jahr 1967 nach dem Tod von Walt Disney. Der Park ist nach dem Vorbild des Disneyland in Kalifornien entworfen worden, unterscheidet sich aber durch die größere Fläche. Bei dem Magic Kingdom wurde das Design des Disneylands nochmals leicht modifiziert. Der Grund für die Modifikationen war, dass Walt Disney im Disneyland einen Frontierland-Cowboy durch das Tomorrowland gehen sah und er deshalb solche illusionszerstörenden Begegnungen im Magic Kingdom verhindern wollte. Um dies zu ermöglichen, wurden im Magic Kingdom Tunnel, so genannte „Utilidors“, gebaut. Mit diesen Tunneln wurde es nun möglich, dass die Angestellten ungesehen durch und aus dem Park gehen konnten. Aufgrund des hohen Wasserspiegels von Florida wurden diese Tunnel nicht in den Untergrund, sondern auf bestehendem Grund gebaut. Die Fläche rundherum wurde mit Schutt aufgefüllt, welcher vom Aushub der „Seven Seas Lagoon“ stammt. Bei den späteren Erweiterungen des Parks wurden keine neuen Tunnel mehr angelegt. Das Konzept dieser Tunnel wurde in allen später gebauten Walt Disney World Freizeitparks umgesetzt.

### Eröffnung
Das Magic Kingdom wurde am 1. Oktober 1971 als erstes Teilprojekt des Florida-Projektes Walt Disney World Resort eröffnet. Der Park öffnete gleichzeitig mit den beiden Hotels Disney’s Contemporary Resort und Disney’s Polynesian Resort. Bei der Eröffnung hatte der Freizeitpark 23 Attraktionen inklusive drei damals einzigartige für diesen Park und zwanzig Kopien aus dem Disneyland. Die Walt Disney Company versprach, die Anzahl der Attraktionen fortlaufend zu erhöhen.

## Besucher
Das Magic Kingdom hatte im Jahr 2022 ca. 17,33 Millionen Besucher. Damit war der Park der meistbesuchte Freizeitpark weltweit. Innerhalb der Jahre 2000 bis 2022 lag die durchschnittliche Besucherzahl bei 16,8 Millionen Besuchern pro Jahr.
Entwicklung der Besucherzahlen
| 2000       | 2001       | 2002       | 2003       | 2004       | 2005       | 2006       | 2007       | 2008       | 2009       |
| ---------- | ---------- | ---------- | ---------- | ---------- | ---------- | ---------- | ---------- | ---------- | ---------- |
| 15.400.000 | 14.700.000 | 14.000.000 | 14.040.000 | 15.100.000 | 16.100.000 | 16.640.000 | 17.060.000 | 17.063.000 | 17.233.000 |
| 2010       | 2011       | 2012       | 2013       | 2014       | 2015       | 2016       | 2017       | 2018       | 2019       |
| 16.972.000 | 17.142.000 | 17.536.000 | 18.588,000 | 19.332.000 | 20.492.000 | 20.395.000 | 20.450.000 | 20.859.000 | 20.963.000 |
| 2020       | 2021       | 2022       |            |            |            |            |            |            |            |
| 6.941.000  | 12.691.000 | 17.133.000 |            |            |            |            |            |            |            |

Obwohl der Park 2020 aufgrund der COVID-19-Pandemie fast 67 % seiner Besucherzahlen einbußen musste, blieb das Magic Kingdom der meistbesuchte Park der Welt.

## Areale des Magic Kingdom

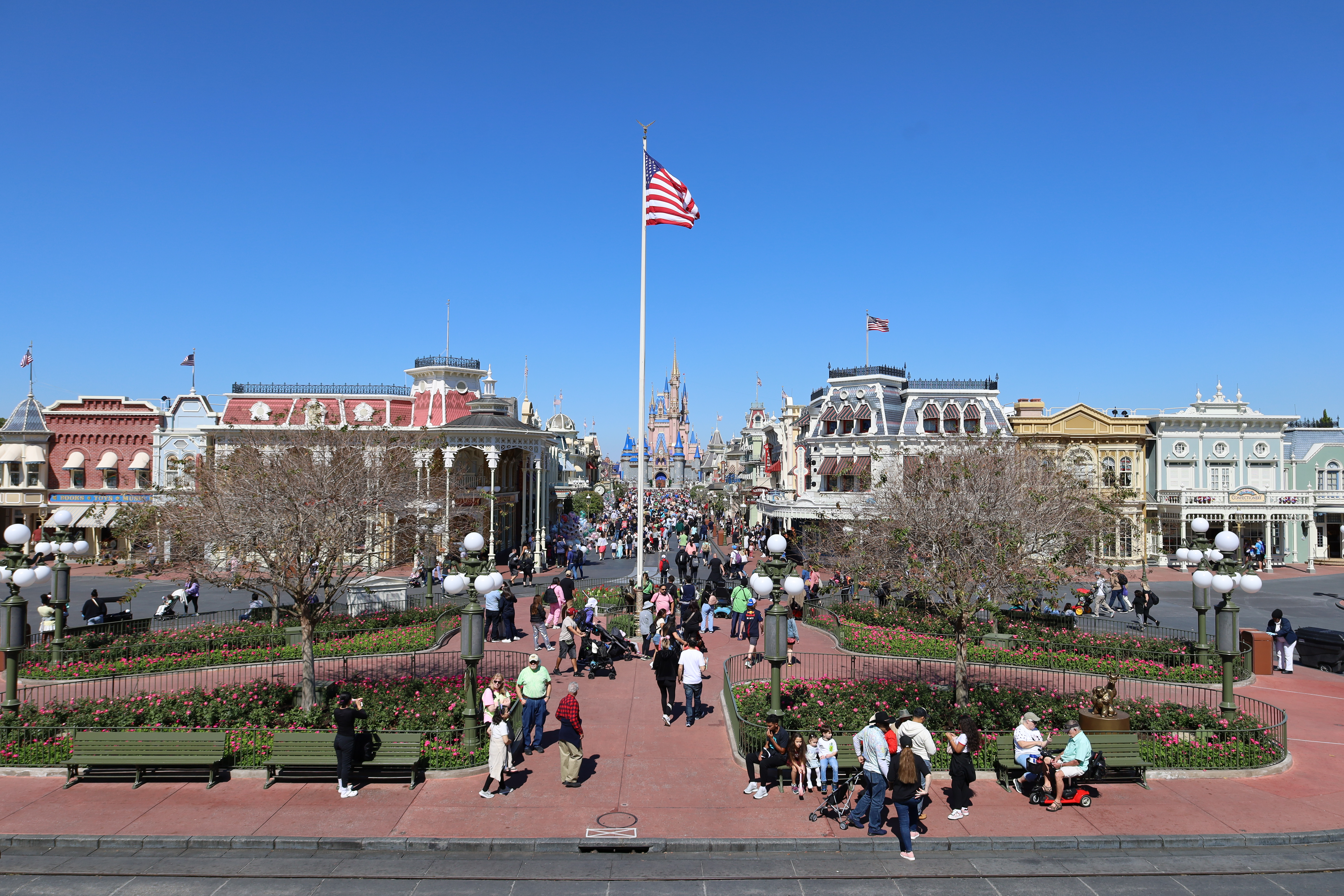
Main Street U.S.A
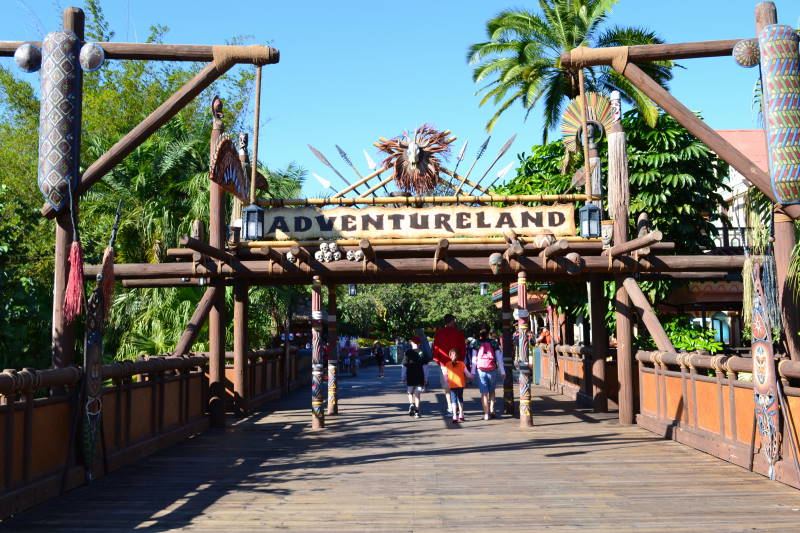
Adventureland
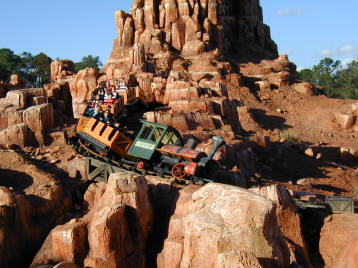
Frontierland
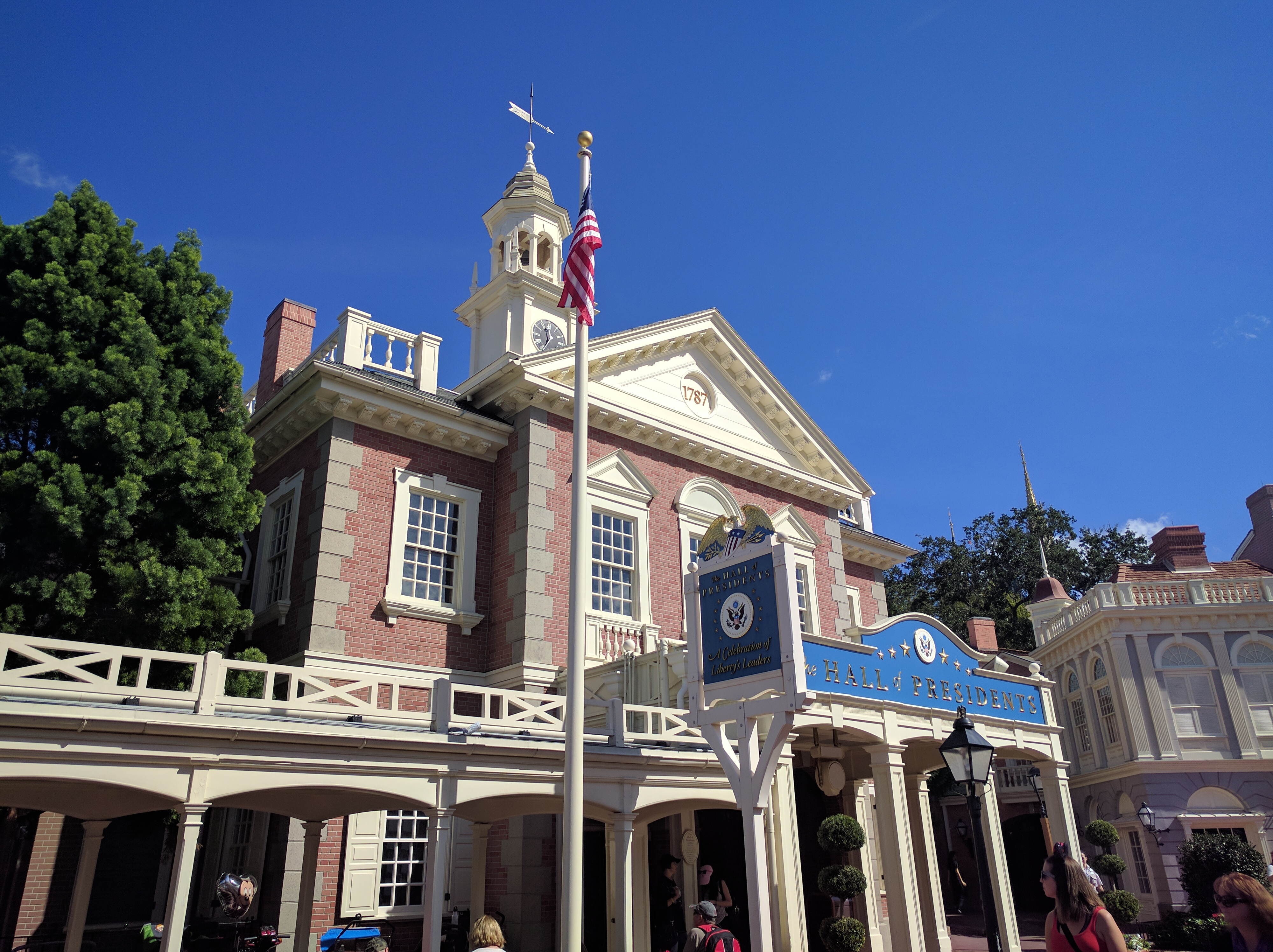
Liberty Square
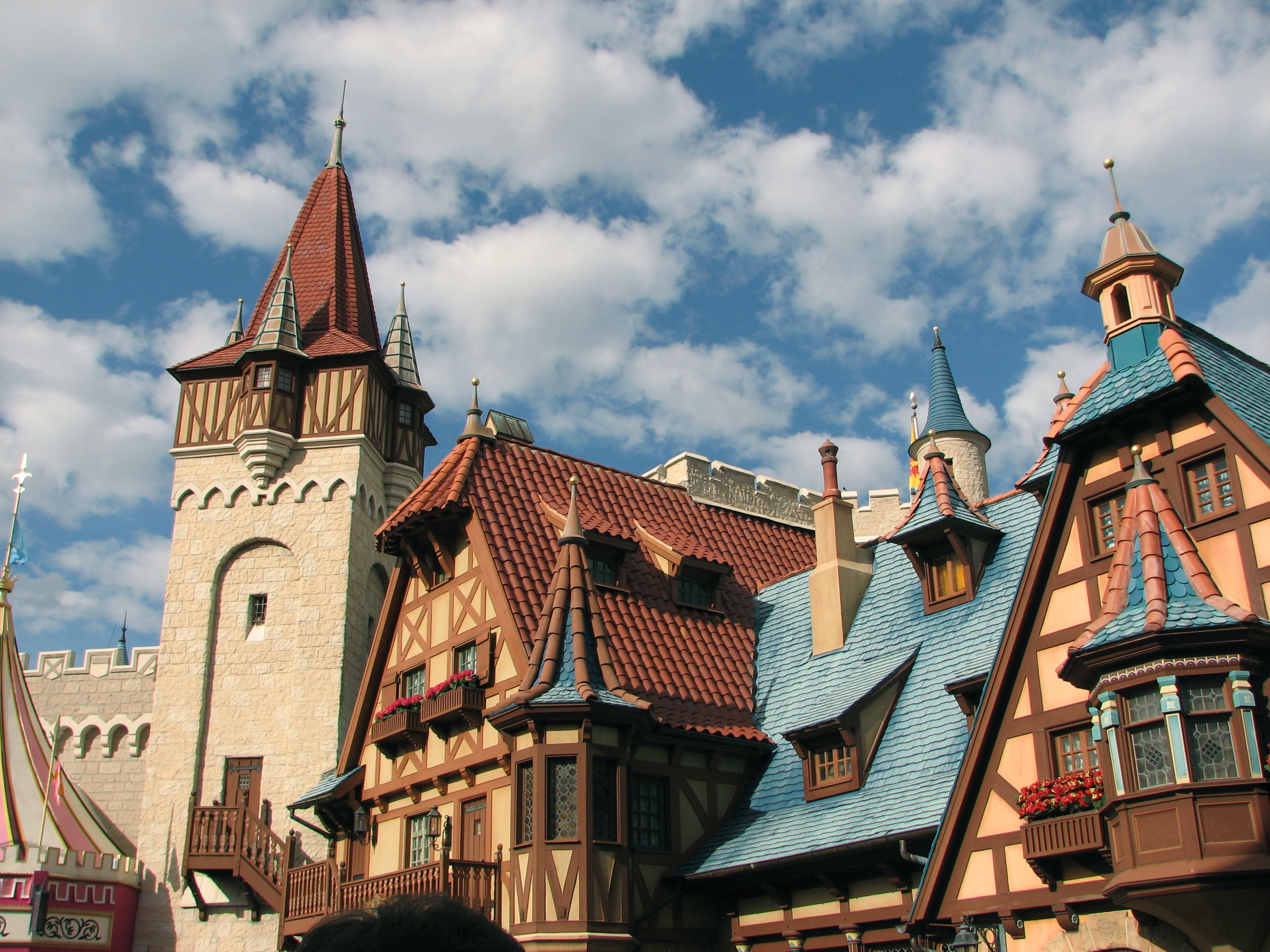
Fantasyland
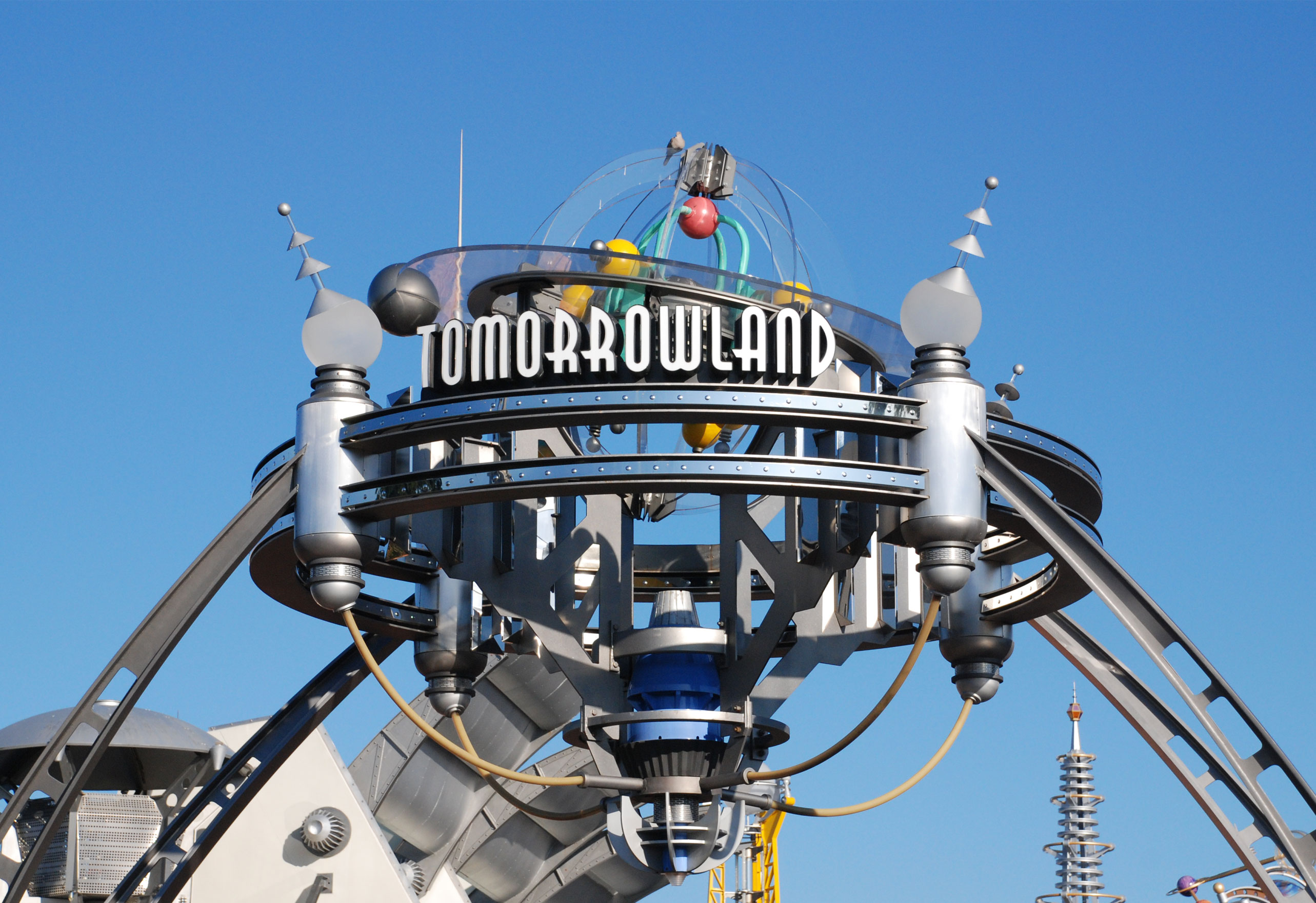
Tomorrowland

Die Parkkarte listet heute 48 Attraktionen in sieben unterschiedlichen thematischen Bereichen auf.
Eine Parkeisenbahn, die Walt Disney World Railroad, fährt mit historischen Dampflokomotiven kreisförmig um den Park und hält an den Haltestellen Main Street, U.S.A., Frontierland und Fantasyland.

### Main Street, U.S.A.

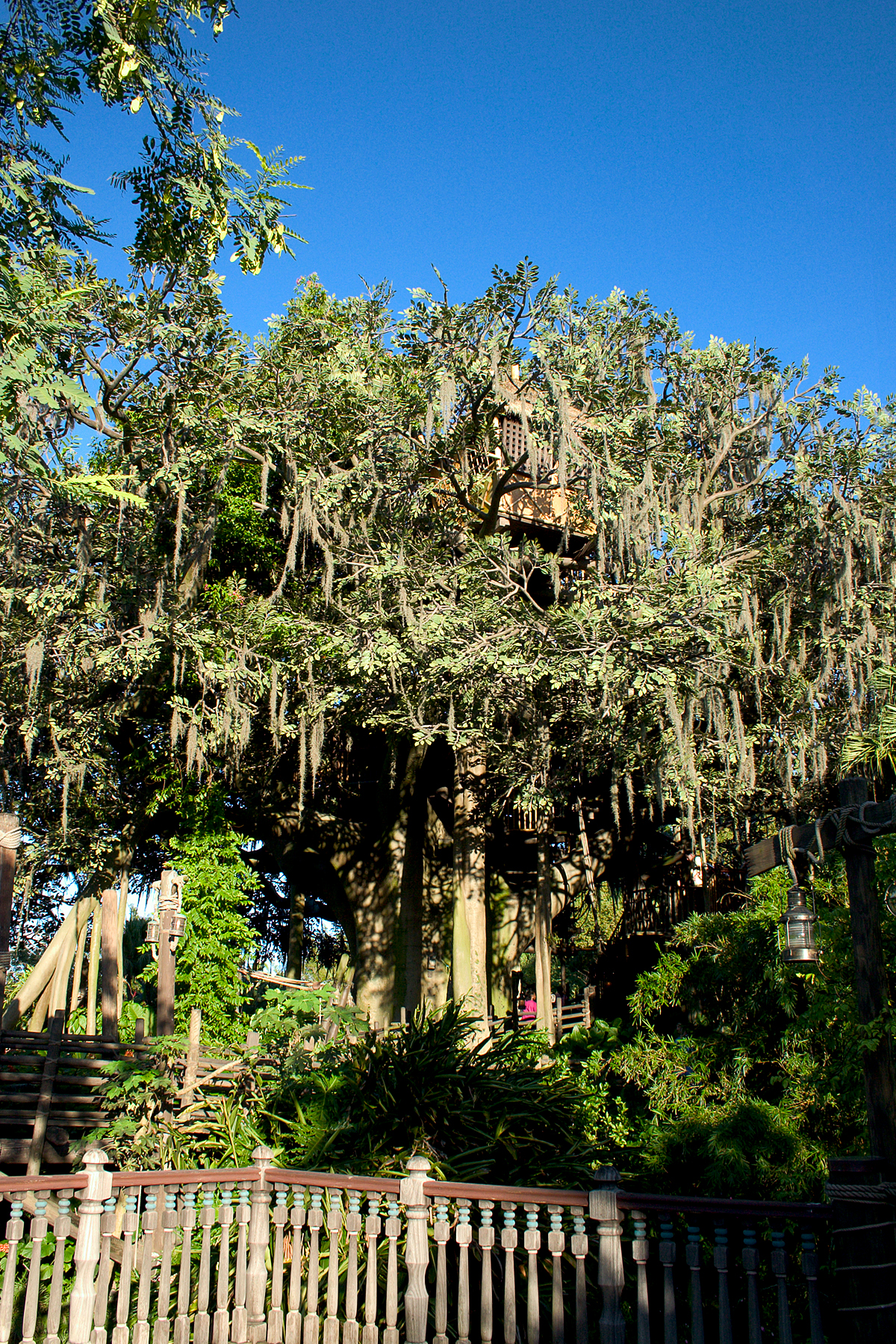
Swiss Family Robinson Baumhaus

Nicht nur den Stil einer kleinen Stadt des Mittleren Westens findet man in der Main Street, sondern auch den Stil von weiteren Regionen der USA, wie zum Beispiel Neuengland und Missouri. Am offensichtlichsten ist dies in der Mitte der Main Street, dem sogenannten „Four Corners“. Jedes Gebäude repräsentiert dort einen unterschiedlichen architektonischen Stil. „Four Corners“ unterscheidet sich zum Disneyland Anaheim: Anstelle eines Opernhauses steht im Magic Kingdom eine Ausstellungshalle.

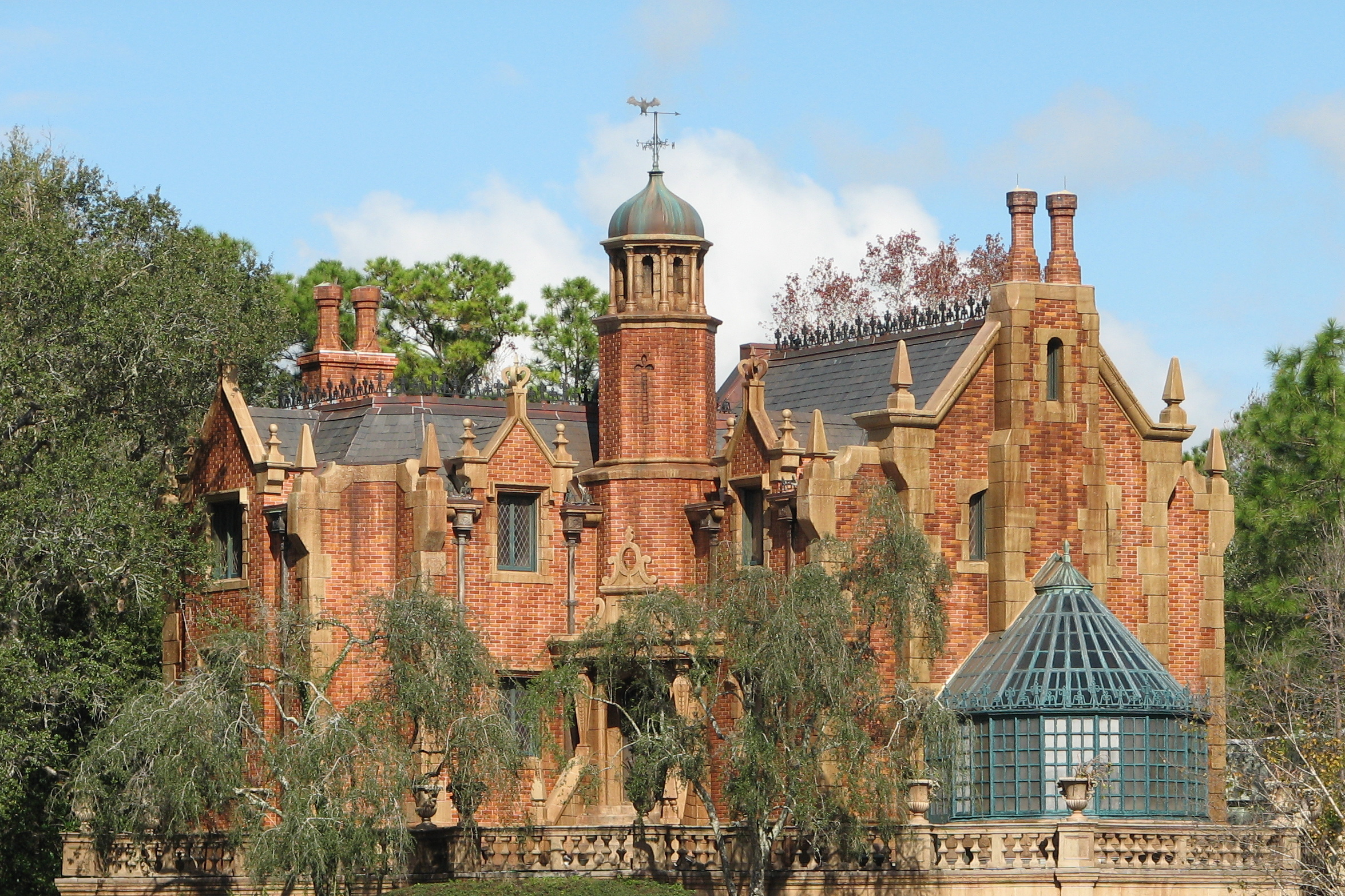
Haunted Mansion

An der Main Street befinden sich viele Souvenir- und Verpflegungsshops sowie ein echter Friseurladen. Die Dekoration entspricht dem kleinbürgerlichen Amerika des 20. Jahrhunderts. Die Dekoration wurde dem Stil von Walt Disneys Heimatstadt Marceline und des Films Susi und Strolch nachempfunden. Die City Hall beherbergt in der Lobby einen Touristen-Informationsschalter. Im Emporium können verschiedene Disney-Souvenirs wie z. B. Plüschtiere, Anstecknadeln oder Baseballcaps gekauft werden.
Am Ende der Main Street steht das bekannte Cinderella Castle, welches als Wahrzeichen für Magic Kingdom dient. Das Schloss ist nur 55 Meter hoch, wirkt aber wegen der erzwungenen Perspektive um einiges größer. Diese Technik wurde auch bei den Häusern der Main Street angewandt: Der erste Stock ist jeweils weniger hoch als das Parterrestockwerk und der zweite ist wiederum weniger hoch als der erste. Dieser Effekt führt dazu, dass die Gebäude größer erscheinen als sie in Wirklichkeit sind.

### Adventureland
Das Adventureland repräsentiert das Thema Abenteuer in fremden Ländern. Der Bereich soll an den Dschungel in Afrika, Asien, dem Nahen Osten, Südamerika und dem Südpazifik erinnern. Später wurde es mit einem karibischen Marktplatz erweitert. Im Adventureland befinden sich klassische Disney-Attraktionen wie Pirates of the Caribbean oder die Jungle Cruise.

### Frontierland
Die Hauptattraktionen im Frontierland sind Tiana’s Bayou Adventure, Big Thunder Mountain Railroad und die Audio-Animatronic-Show Country Bear Musical Jamboree, welche im Sommer 2024 runderneuert und mit einer neuen Songliste wiedereröffnet wurde. Die Wildwasserbahn Tiana’s Bayou Adventure erzählt mittels Themenfahrt-Elementen eine Geschichte basierend auf dem Disney-Films Küss den Frosch. Die Attraktion ersetzte die frühere Splash Mountain-Fahrt.
Am 7. Juli 2025 schloss Tom Sawyer Island mit der Raddampferfahrt auf den Rivers of America – an dieser Stelle entsteht Piston Peak National Park, dem Nationalpark aus Pixar's Planes 2 – Immer im Einsatz aus dem Cars-Welt.

### Liberty Square
Dieser Bereich wurde einem Dorf aus der Zeit der amerikanischen Revolution nachempfunden. Als zentrale Attraktion fährt das Liberty-Belle-River-Boot über die Magic Kingdom's Rivers. Im Liberty Square befinden sich die Attraktionen Haunted Mansion und The Hall of Presidents.

### Fantasyland
Im Fantasyland basiert die thematische Gestaltung auf den Geschichten klassischer und neuerer Disney-Filme. Die Fahrgeschäfte sind vor allem für kleinere Kinder geeignet: It’s a Small World, Peter Pan's Flight, Dumbo, The Many Adventures of Winnie The Pooh und Mad Tea Party.
Im Rahmen einer groß angelegten Expansion wurde der Fantasyland-Bereich seit 2011 großflächig erweitert. Die Schlüsselneuheiten waren ein großes neues Restaurant namens Be our Guest basierend auf Die Schöne und das Biest, eine Indoor-Attraktion namens Under the Sea im Thema Arielle und eine neuartige Familien-Achterbahn namens Seven Dwarfs Mine Train im Schneewittchen-Motiv. Die Eröffnung erfolgte 2012 bis 2014 in Teilschritten. In diesem Zusammenhang schlossen die Attraktion Snow White's Scary Adventures zum 31. Mai 2012. Dort entstand in der Folge ein neues Meet & Greet für die Disney-Prinzessinnen.

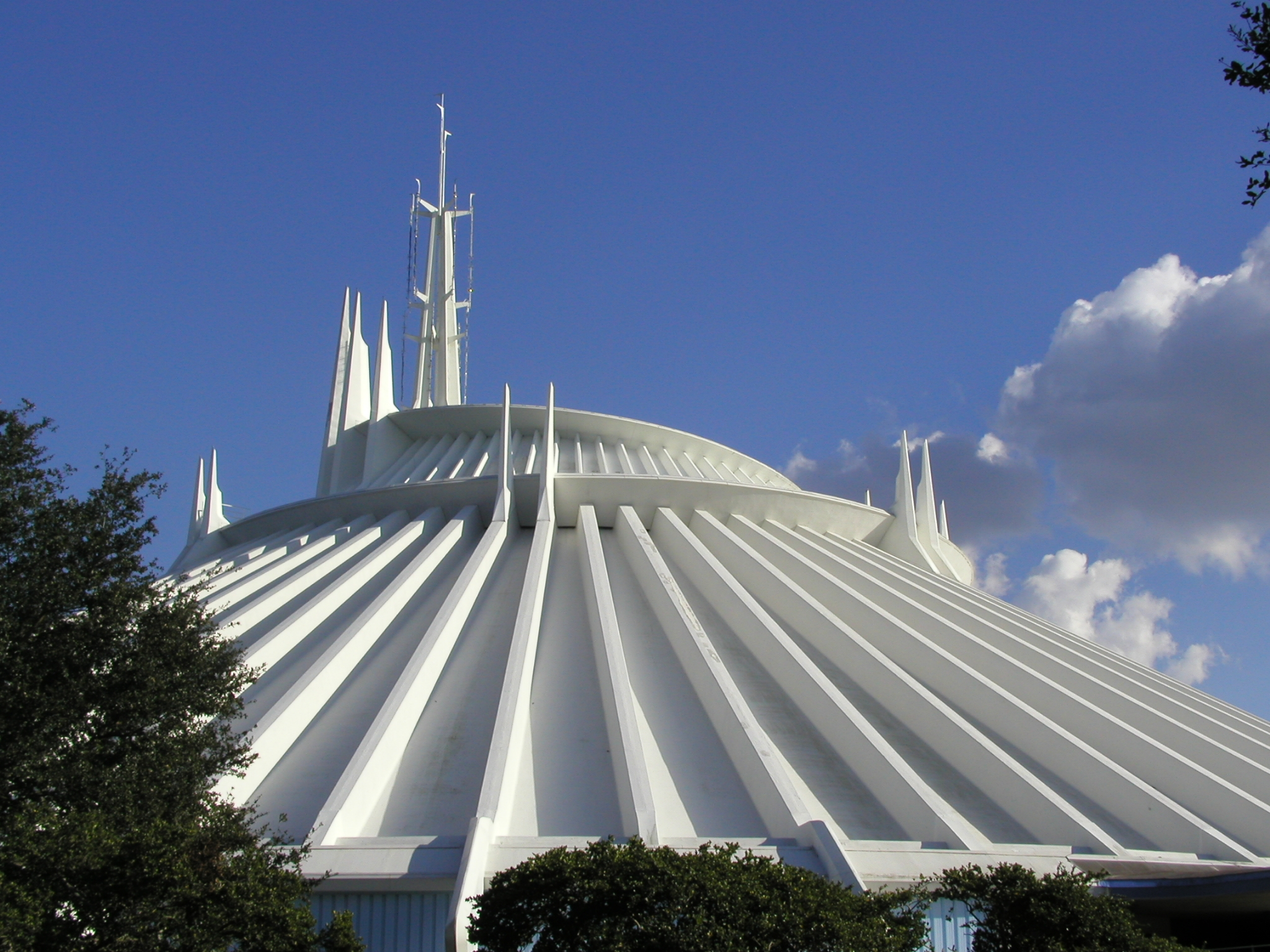
Space Mountain

### Tomorrowland
Das Tomorrowland ist futuristischen Themen gewidmet. Man findet dort Attraktionen wie zum Beispiel die Indoor-Achterbahn Space Mountain oder den Tomorrowland Speedway.

### Storybook Circus, früher Mickey's Toontown Fair
Im alten Mickey's Toontown Fair Bereich fand man Mickey's Birthdayland und Mickey's Starland. Im Starland findet der Besucher die Gebäude Mickey's Country House, Minnie's Country House, Goofy's Barnstormer und Donald's Boat.
Im Februar 2011 ist dieser Teil des Magic Kingdoms vorübergehend geschlossen worden. Seit März 2012 ist der Bereich als Teil der Fantasyland Expansion zu einem Teil wiedereröffnet worden, zunächst mit einer überarbeiteten Fantasyland Railroad Station, dem in diesen Bereich verlegten Dumbo Karussell, zu dem wegen der großen Nachfrage ein Zwillingskarussell direkt nebenan erstellt wird, und der zu „The Great Goofini“ umthematisierten Kinder-Achterbahn.

Pflasterbelag vor dem Magic Kingdom

## Achterbahnen
| Name                          | Typ                                            | Hersteller      | Eröffnungsjahr | Bemerkungen | Weblinks |
| ----------------------------- | ---------------------------------------------- | --------------- | -------------- | --- | -------- |
| Barnstormer                   | Familienachterbahn                             | Vekoma          | 1996           | |          |
| Big Thunder Mountain Railroad | Minenachterbahn                                | Vekoma          | 1980           | |          |
| Seven Dwarfs Mine Train       | Familienachterbahn, Minenachterbahn, Dark Ride | Vekoma          | 2014           | Zwei Jahre später wurde im Shanghai Disneyland eine baugleiche Anlage unter demselben Namen eröffnet.                |          |
| Space Mountain                | Dunkelachterbahn                               | WED Enterprises | 1975           | War die erste Space-Mountain-Achterbahn der Disneyparks.                                                             |          |
| TRON Lightcycle / Run         | Dunkelachterbahn, Motorbike Coaster            | Vekoma          | 2023           | Bereits 2016 wurde im Shanghai Disneyland unter dem Namen TRON Lightcycle Power Run eine baugleiche Anlage eröffnet. |          |

## Walk around the World Bricks

Personalisierter Pflasterstein

In den 90er Jahren konnten Besucher des Magic Kingdoms einzelne Pflastersteine (Bricks) kaufen, die personalisiert wurden und vor dem Eingang des Magic Kingdoms als Pflasterboden verarbeitet wurden. Der Preis war 100 US-Dollar exklusive Steuern. Es wurde den Käufern zehn Jahre Verbleib im Pflaster garantiert. Mit der Einführung des Nachfolgeprojektes Leave A Legacy in Epcot wurde der Steineverkauf eingestellt und ist deshalb unvollendet geblieben.